# Боровка (Дорогобужский район)
Боровка — Деревня в Дорогобужском районе Смоленской области России. Входит в состав Балакиревского сельского поселения. 
Население — 1 житель (2007 год). 
Расположена в центральной части области в 27 км к юго-востоку от Дорогобужа, в 6 км южнее автодороги Р134 «Старая Смоленская дорога», на берегу реки Устром. В 25 км севернее от деревни находится железнодорожная станция Свищёво на линии Москва-Минск. 

## История
В годы Великой Отечественной войны деревня была оккупирована гитлеровскими войсками в октябре 1941 года, освобождена в сентябре 1943 года.